# Rhakios
Rhakios (altgriechisch Ῥάκιος Rhákios) ist in der griechischen Mythologie der Sohn des Lebes aus dem kretischen Mykenai.
Er führte Kreter nach Karien und siedelte sie bei Kolophon an. Er heiratete die Seherin Manto, Tochter des Teiresias. Ihre beiden Kinder waren der Seher Mopsos und Pamphyle.